# Бойова розвідувальна машина

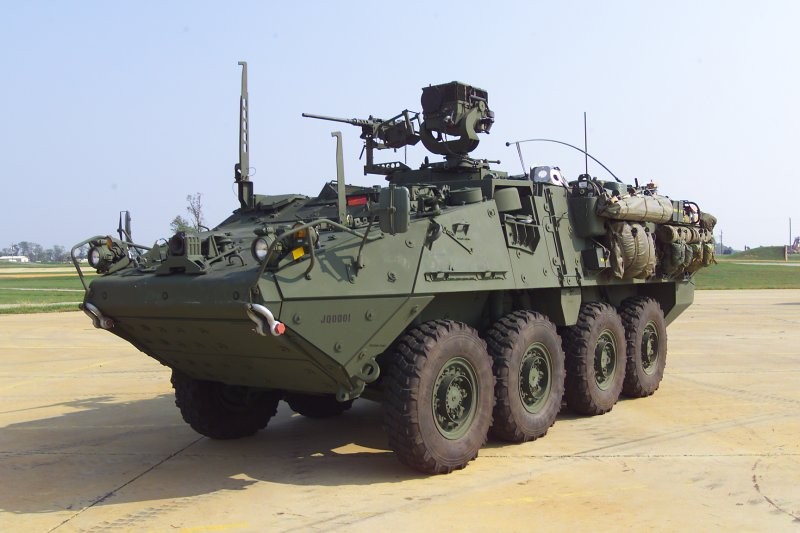
Колісна бойова розвідувальна машина M1127 Stryker, що перебуває на озброєнні розвідувальних підрозділів армії США

Бойова́ розві́дувальна маши́на (БРМ) — узагальнена назва бойової техніки, гусеничних або колісних, броньованих або неброньованих бойових машин, основним завданням якої є ведення ближньої і глибокої тактичної розвідки, в тому числі розвідки боєм. Крім того, на БРМ можуть покладатися завдання щодо несення безпосередньої, бойової, похідної і сторожової охорони військ, а також боротьба з розвідувальними та розвідувально-диверсійними групами противника.

## Галерея

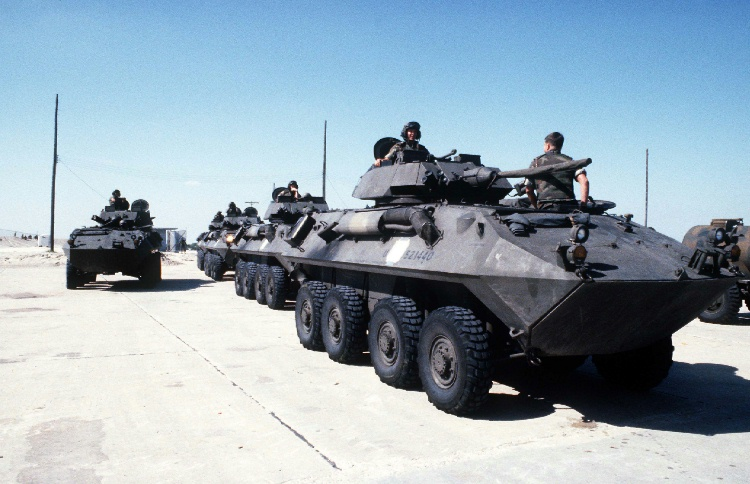
Американська колісна БРМ LAV-25
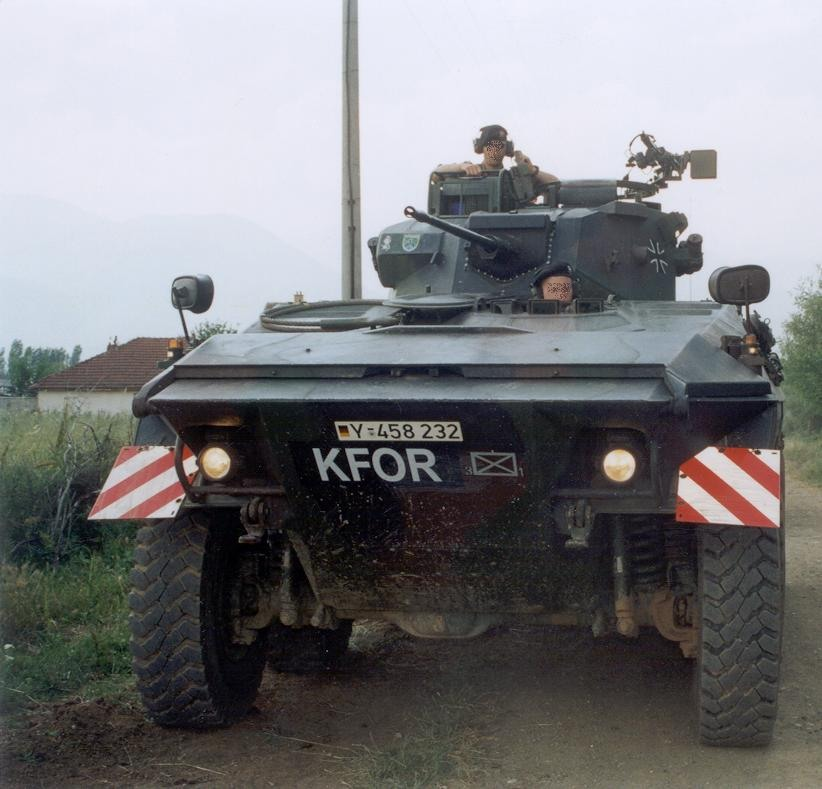
Німецька колісна БРМ Spähpanzer Luchs
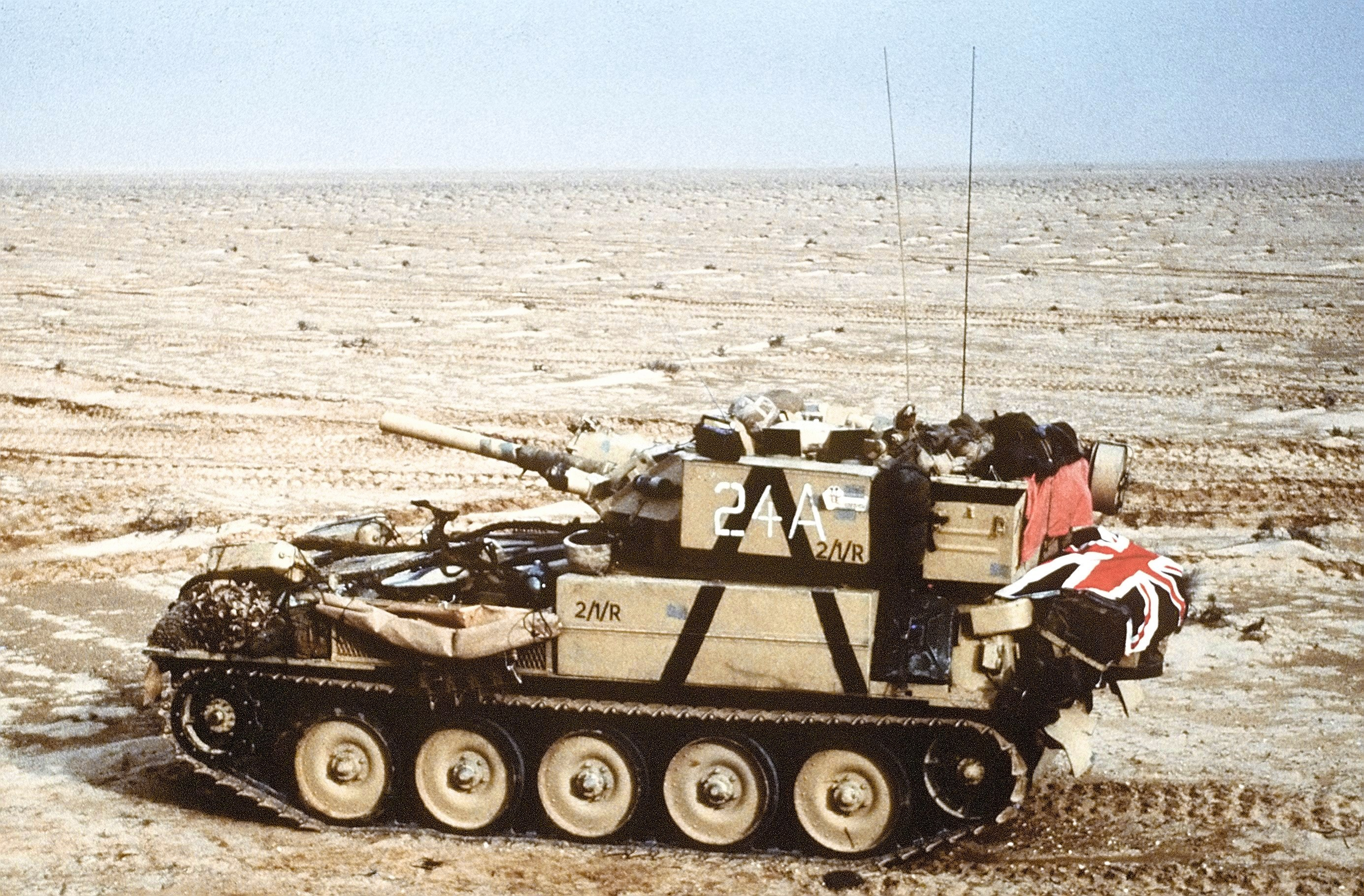
Британська гусенична БРМ FV101 Scorpion
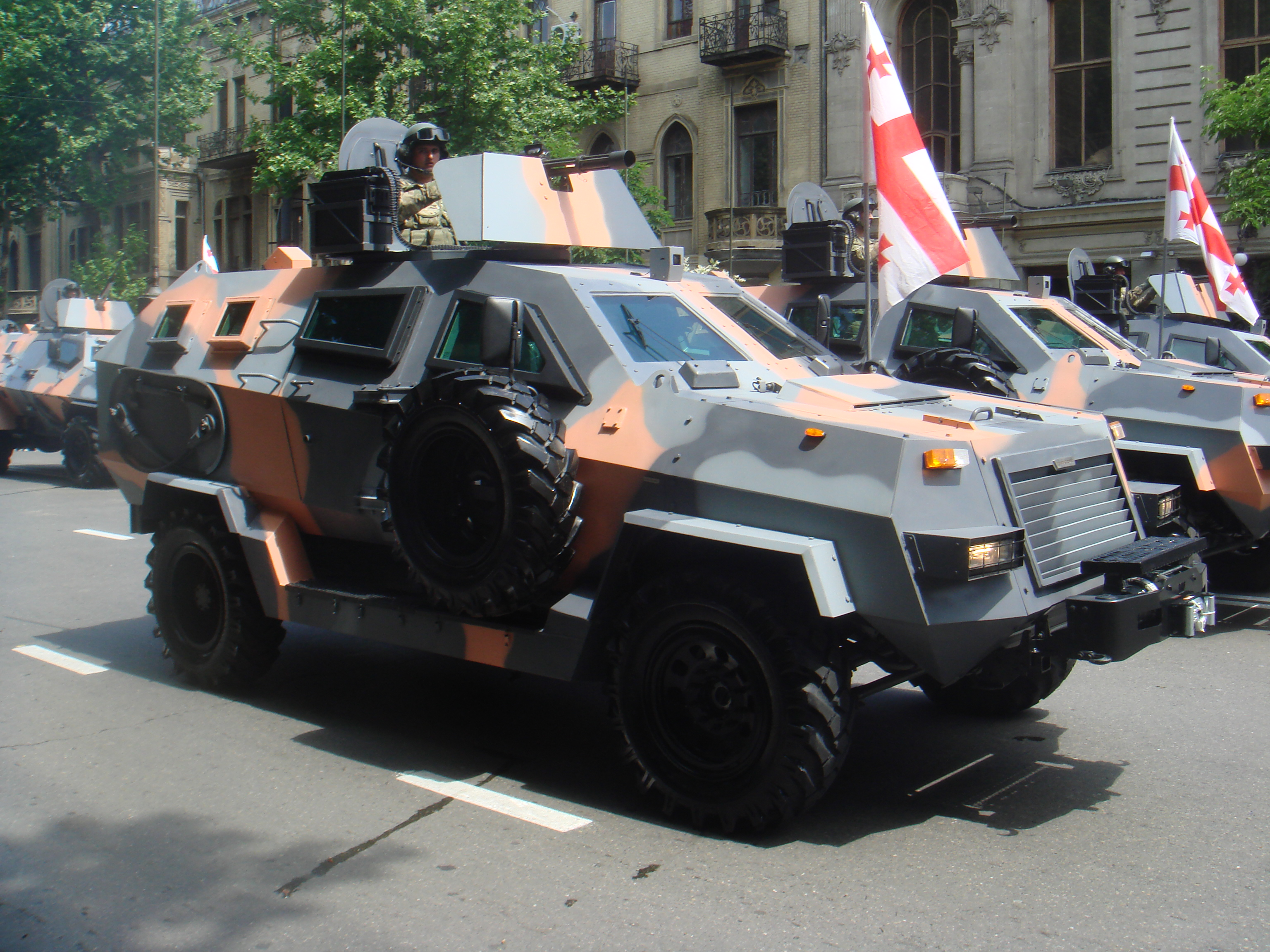
Грузинська БРМ Didgori-2
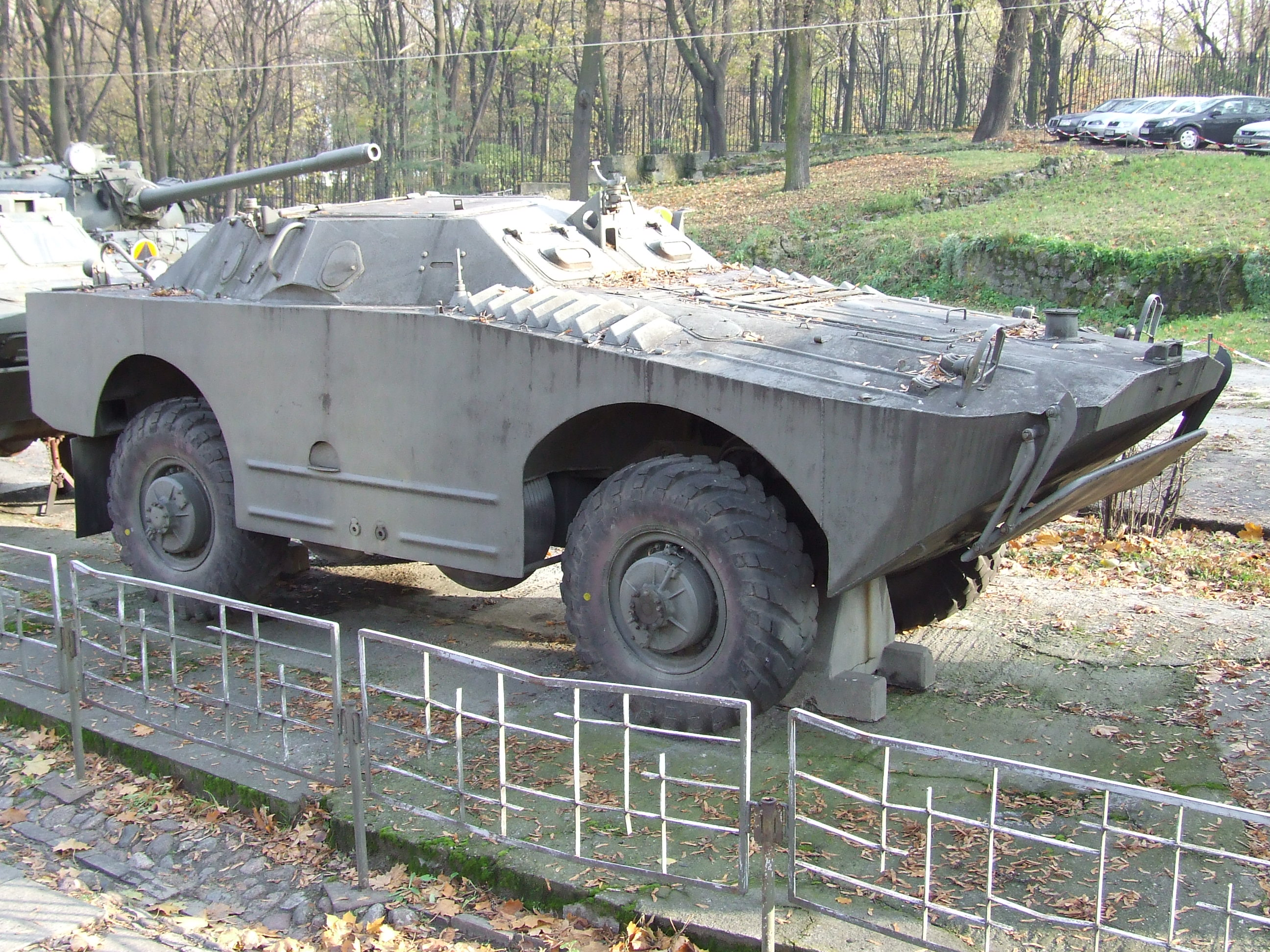
Польська (радянська) БРДМ-1
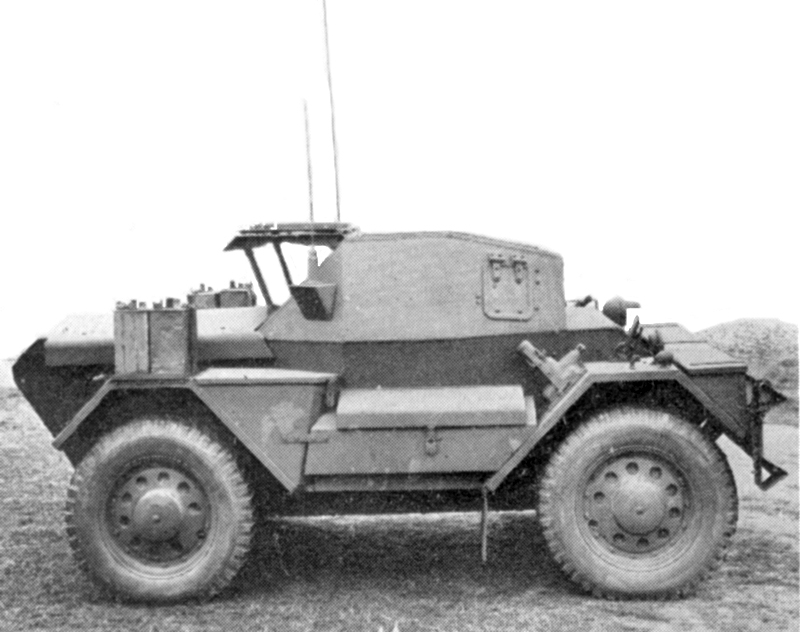
Австралійська БРМ Daimler Dingo часів Другої світової війни
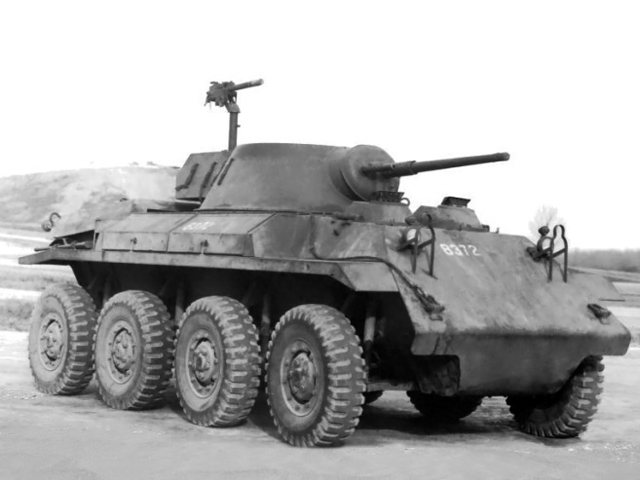
Американська БРМ Т27 часів Другої світової війни
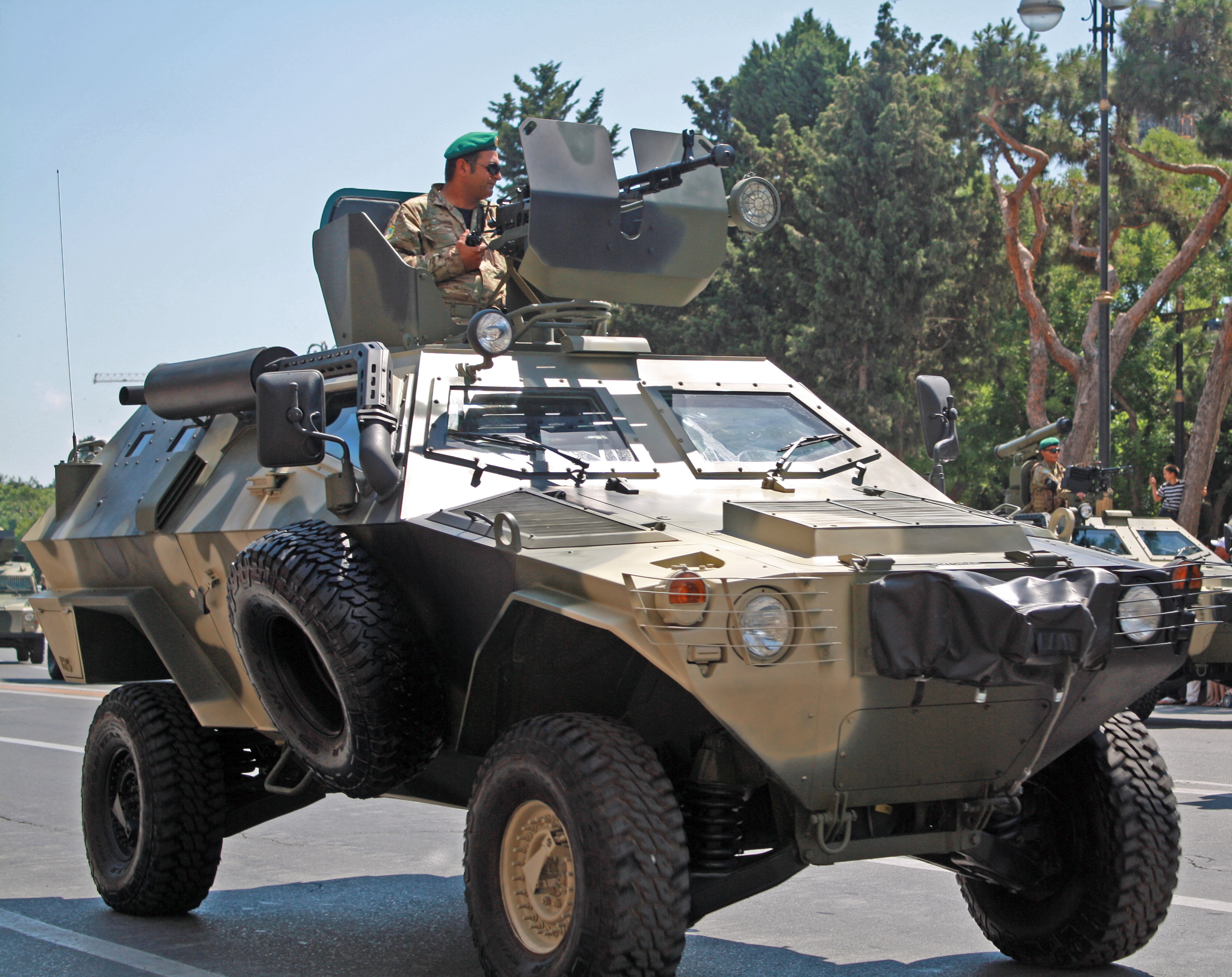
Азербайджанська (турецька) БРМ Otokar Cobra
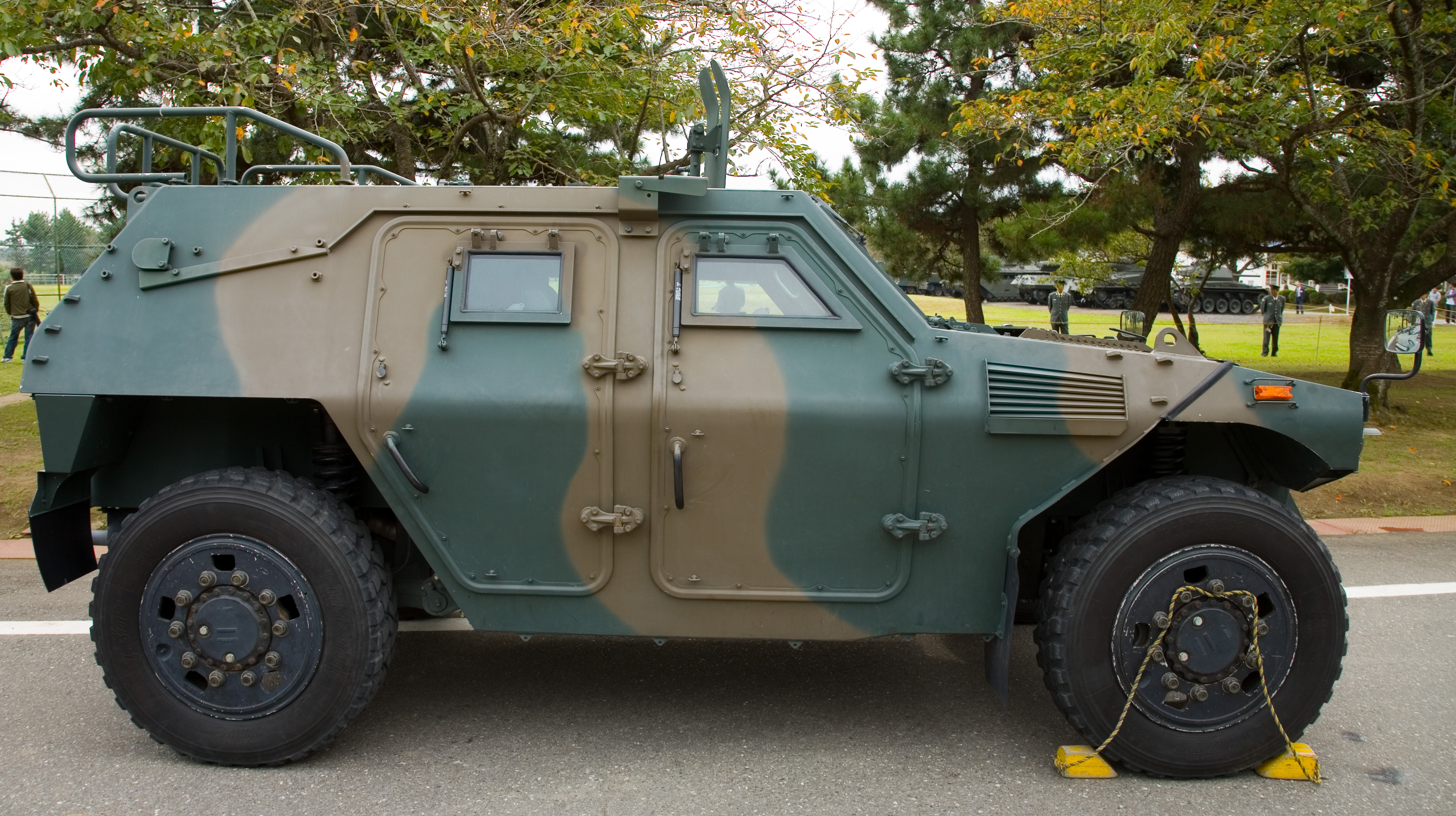
Японська БРМ Komatsu LAV
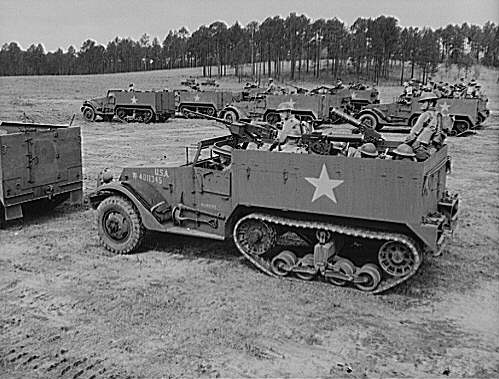
Американська напівгусенична БРМ М2
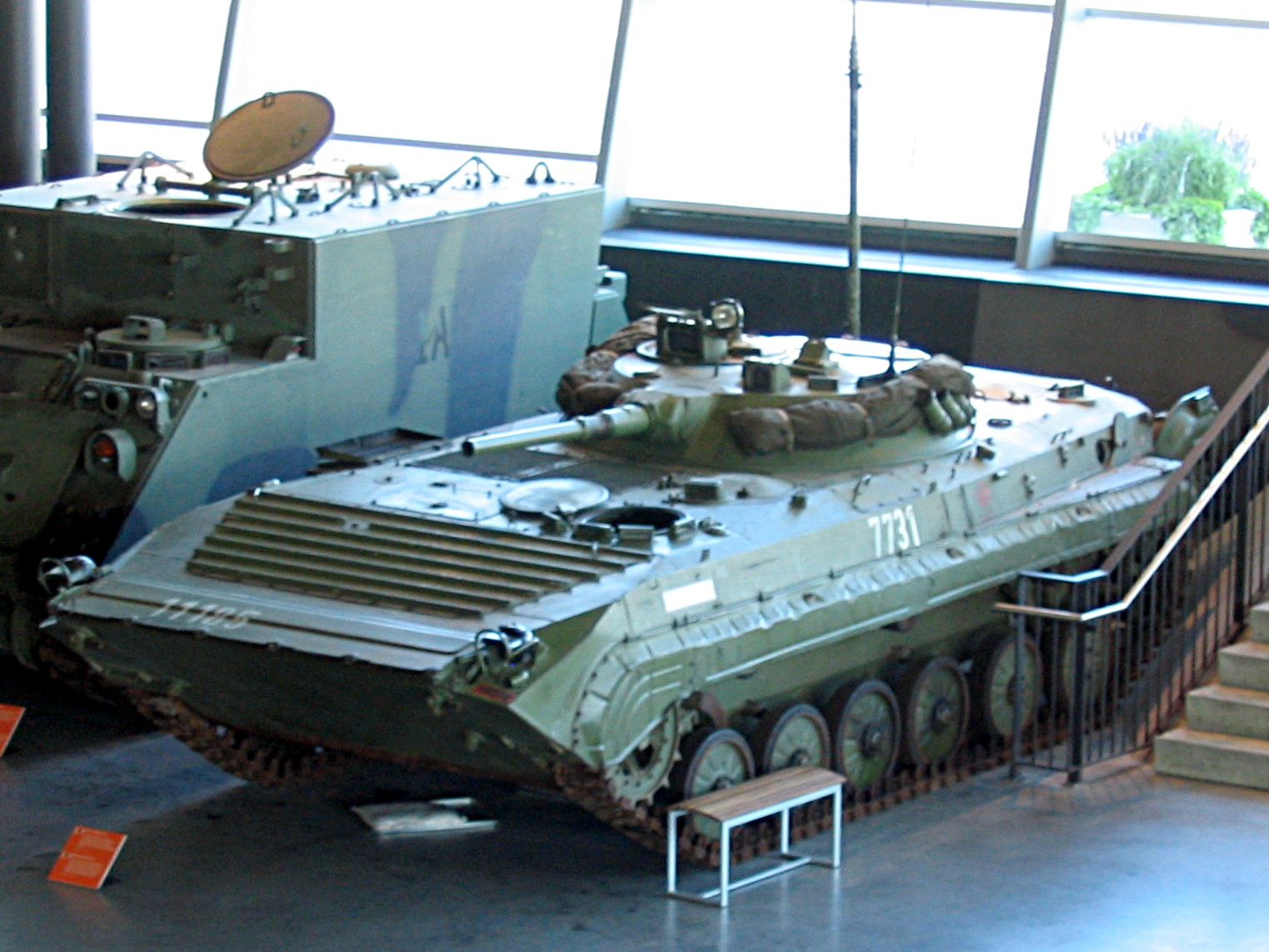
Радянська гусенична БРМ-1К
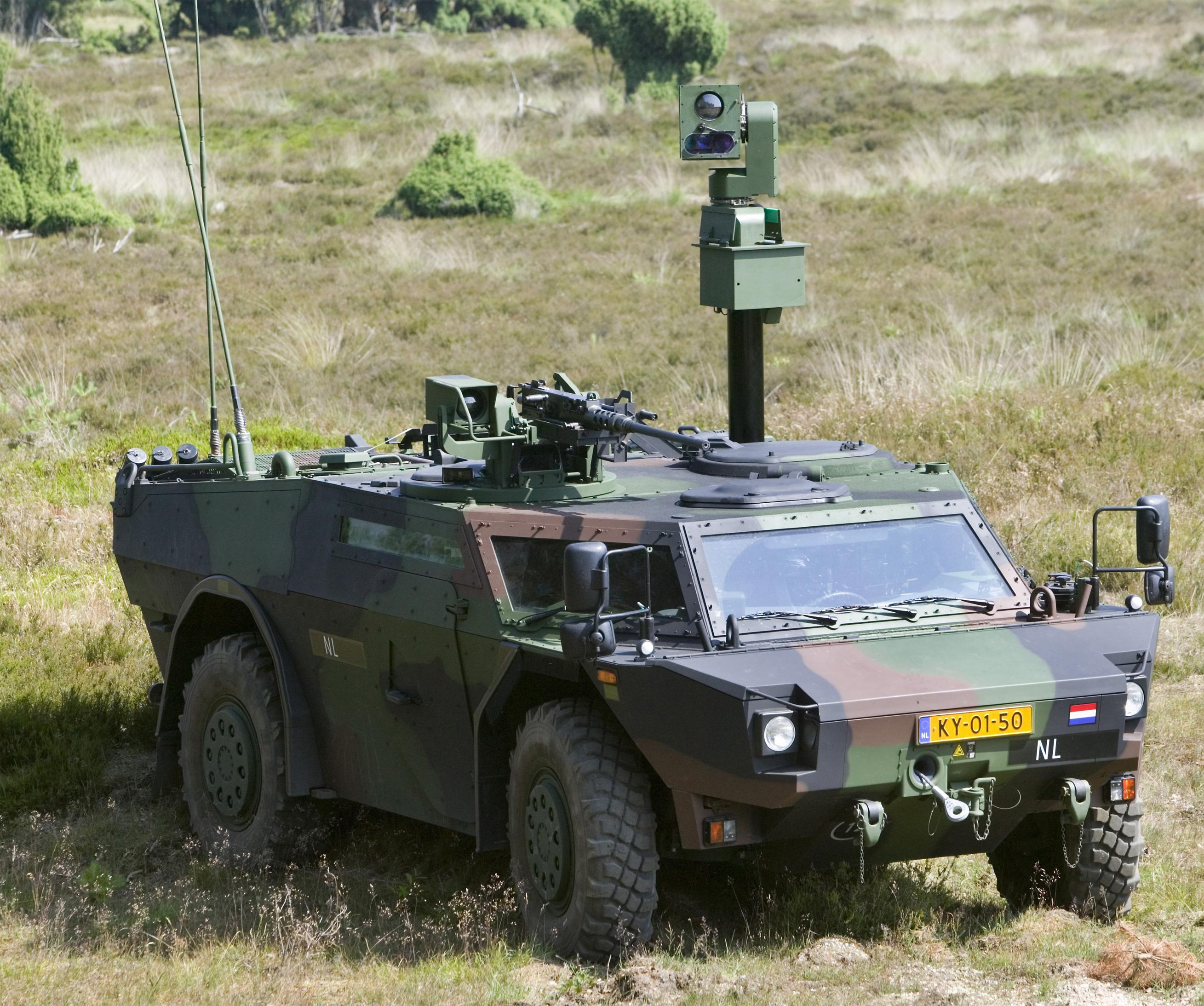
Британсько-голландська БРМ Fennek
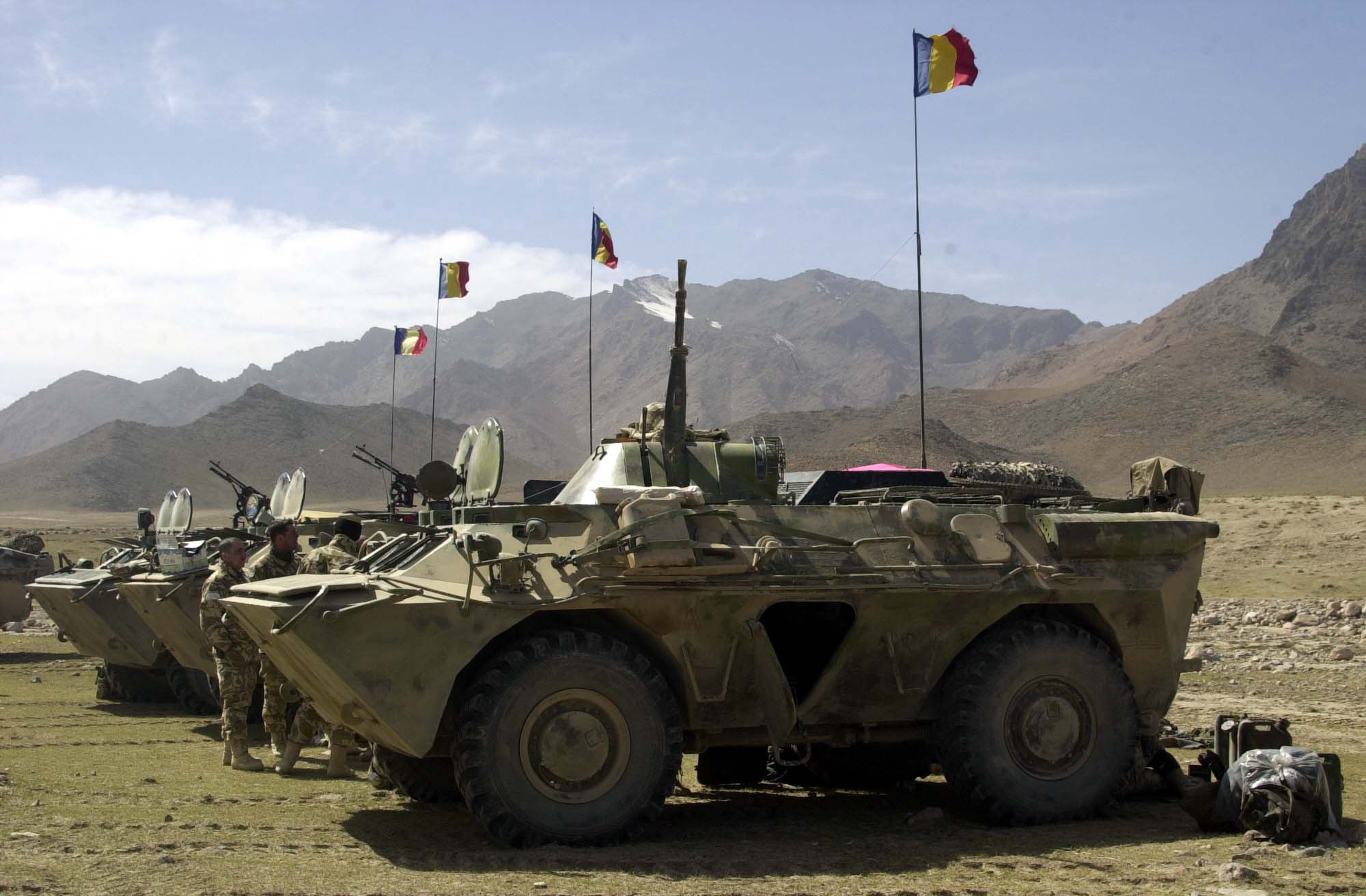
Румунська ABC-79M